# Спинномозговая жидкость

Пульсация ликвора при сердцебиении

Спинномозгова́я жи́дкость, или ли́квор (лат. liquor cerebrospinalis) — жидкость, постоянно циркулирующая в желудочках головного мозга, ликворопроводящих путях, субарахноидальном (подпаутинном) пространстве головного и спинного мозга.

## Функции
Предохраняет головной и спинной мозг от механических воздействий, обеспечивает поддержание постоянного внутричерепного давления и водно-электролитного гомеостаза.
Поддерживает трофические и обменные процессы между кровью и мозгом, обеспечивает выделение продуктов его метаболизма. Флуктуация ликвора оказывает влияние на вегетативную нервную систему.

## Образование
Общий объём спинномозговой жидкости у взрослого человека составляет от 140 до 270 миллилитров. Основной объём ликвора образуется путём активной секреции железистыми клетками (эпендимоцитами) сосудистых сплетений в желудочках головного мозга. Ежесуточно вырабатывается около 500 миллилитров жидкости, то есть ликвор полностью обновляется примерно четыре раза за сутки.
Весомый вклад в формирование ликвора вносит глимфатическая система во время сна. Другим механизмом образования цереброспинальной жидкости является пропотевание плазмы крови через стенки кровеносных сосудов и эпендиму желудочков.

## Циркуляция
Ликвор образуется в мозге: в эпендимальных клетках сосудистого сплетения (50—70 %), вокруг кровеносных сосудов и вдоль желудочковой стенки. Далее цереброспинальная жидкость циркулирует от боковых желудочков в отверстие Монро (межжелудочковое отверстие), затем — вдоль третьего желудочка, проходит через Сильвиев водопровод. Затем проходит в четвёртый желудочек, через отверстия Мажанди и Лушки выходит в субарахноидальное пространство головного и спинного мозга. Ликвор реабсорбируется в кровь венозных синусов и через грануляции паутинной оболочки.

## Показатели ликвора здорового человека
(на 100—150 мл)
| Показатели              | Значения |
| ----------------------- | --- |
| Относительная плотность | 1005—1009 |
| Давление                | на территории бывшего СССР и ряде других стран принятая норма — 100—200 мм вод. ст. По данным некоторых зарубежных авторов, разброс больше — 60—240 мм вод. ст. |
| Цвет                    | бесцветная |
| Цитоз в 1 мкл           | вентрикулярная жидкость 0—1 цистернальная жидкость 0—1 люмбальная жидкость 2—3                                                                                  |
| Реакция, pH             | 7,31—7,33 |
| Общий белок             | 0,16—0,33 г/л |
| Глюкоза                 | 2,78—3,89 ммоль/л (по некоторым данным — половина значения глюкозы крови)                                                                                       |
| Ионы хлора              | 120—128 ммоль/л |